# DeeDee Trotter
De'Hashia Tonnek ("Dee Dee") Trotter (8 de desembre de 1982) és una atleta estatunidenca. Als Jocs Olímpics de 2004, Trotter es va col·locar cinquena en la general en els 400 metres llisos amb un temps de 50,00 segons. Trotter va ser part de l'equip dels EUA que va arribar en primer lloc en el relleu 4 × 400 metres. A Atenes 2010 en el relleu 4x400 metres, com a membre de l'equip de Crystal Coix, es va declarar culpable de dopatge el que va posar la medalles de l'equip en dubte. Els processos judicials es troben encara en curs i encara no s'ha pres cap decisió pel que fa a la desqualificació de tot l'equip de relleu.
És la fundadora de la fundació Test M'I'm Clean, una organització benèfica dedicada a la lluita contra l'ús d'esteroides i altres drogues per millorar el rendiment esportiu.
Trotter va córrer en la carrera femenina de 400 metres llisos en els Jocs Olímpics de 2008, però no va poder classificar-se per a la final a causa d'una lesió de genoll greu. En els Jocs Olímpics de Londres 2012 va guanyar la medalla de bronze en els 400 metres amb un temps de 49,72.

## Vida
Trotter va néixer a Twenty Nine Palms, Califòrnia el 8 de desembre de 1982. Va créixer en Decatur, Geòrgia, graduant-se en la Cedar Grove High School en 2001. Va ser membre tant dels equips d'atletisme com de bàsquet, ajudant a portar a l'equip de bàsquet en el seu últim any d'institut a ser l'únic equip invicte en la seva pròpia pista. En pista es va especialitzar en les distàncies de 200m i 400m, i en el seu últim any, també va arribar a liderar a l'equip de relleus de 4x400m del seu institut fins al Campionat de l'Estat de Geòrgia.